# Skuggor över Södern
Skuggor över Södern (engelska: To Kill a Mockingbird) är en amerikansk dramafilm från 1962 i regi av Robert Mulligan. Filmmanuset är baserat på romanen Dödssynden av Harper Lee. I huvudrollerna ses Gregory Peck och Mary Badham. Peck tilldelades en Oscar för sin insats. 

## Handling
Handlingen utspelar sig under den stora depressionen under 1930-talet, i en sömnig landsort i Alabama i den amerikanska Södern. Atticus Finch (spelad av Gregory Peck) är en ensamstående tvåbarnsfar och advokat som ibland får betalt in natura av ortens utfattiga bönder. När Atticus väljer att försvara en svart man som åtalats för att ha våldtagit och misshandlat en vit kvinna drar han dock på sig den vita befolkningens vrede. Hela skeendet ses genom Atticus barns ögon, dottern Scout och sonen Jem.

## Om filmen
Skuggor över Södern har visats i SVT, bland annat 2010, 2011 och i oktober 2019. American Film Institute utsåg i juni 2003 Atticus Finch till den främsta filmhjälten under filmens första hundra år.

## Rollista i urval
| Gregory Peck    | – Atticus Finch               |
| Mary Badham     | – Jean Louise "Scout" Finch   |
| Phillip Alford  | – Jeremy Atticus "Jem" Finch  |
| Robert Duvall   | – Arthur "Boo" Radley         |
| John Megna      | – Charles Baker "Dill" Harris |
| Alice Ghostley  | – Stephanie Crawford          |
| Brock Peters    | – Tom Robinson                |
| Frank Overton   | – Sheriff Heck Tate           |
| Rosemary Murphy | – Maude "Maudie" Atkinson     |
| Ruth White      | – fru Dubose                  |
| Estelle Evans   | – Calpurnia                   |
| Richard Hale    | – Nathan Radley               |
| William Windom  | – Horace Gilmer               |